# Курун-Урях
Куру́н-Уря́х (рос. Курун-Урях) — сільський населений пункт без офіційного статусу у складі Аяно-Майського району Хабаровського краю, Росія. Знаходиться на міжселенній території.

## Населення
Населення — 5 осіб (2010; 14 у 2002).
Національний склад (станом на 2002 рік):
- росіяни — 100 %